# Trapelus savignii
Trapelus savignii es una especie de reptil escamoso del género Trapelus, familia Agamidae. Fue descrita científicamente por A.M.C. Dumeril & Bibron en 1837.
Habita en Egipto e Israel.